# 丹·凱文·山普森
丹·凱文·山普森（Dane Sampson，1986年8月20日—）是一名澳洲射擊運動員，曾代表國家參加2012年倫敦奧運的男子十米氣步槍、男子五十米步槍卧射及男子五十米三種姿勢步槍，不過三項賽事都在資格賽中出局。